# Qaşşāb Sarā
Qaşşāb Sarā (persiska: قصّاب سرا) är en ort i Iran.   Den ligger i provinsen Gilan, i den nordvästra delen av landet, 260 km nordväst om huvudstaden Teheran. Antalet invånare är 405.
Terrängen runt Qaşşāb Sarā är platt. Runt Qaşşāb Sarā är det ganska tätbefolkat, med 120 invånare per kvadratkilometer. Närmaste större samhälle är Fūman, 11,0 km söder om Qaşşāb Sarā. Trakten runt Qaşşāb Sarā består till största delen av jordbruksmark.